# Zwevegem
Zwevegem – miejscowość i gmina (gemeente) w Belgii, w Regionie Flamandzkim, w prowincji Flandria Zachodnia, w okręgu Kortrijk. 1 stycznia 2024 liczyło 25 785 mieszkańców.

## Podział administracyjny
W skład gminy wchodzą cztery dzielnice (deelgemeente):
- Heestert
- Moen
- Otegem
- Sint-Denijs (Saint-Genois)